# Hannah Cowley
Hannah Cowley (14 mars 1743 – 11 mars 1809) est une dramaturge et poétesse anglaise. Bien que les pièces de théâtre et les poèmes d'Annah Cowley ne connaissent pas une grande popularité après le XIXe siècle, la critique Melinda Finberg considère Hannah Cowley comme « l'un des dramaturges les plus notables de la fin du XVIIIe siècle », dont « l'écriture fluide, les dialogues pétillants et la création de personnages mémorables et plein de vie se comparent favorablement à ses contemporains plus connus, Oliver Goldsmith et Richard Brinsley Sheridan ».
Les pièces d'Hannah Cowley sont fréquemment jouées de son vivant. Les thèmes principaux de ces pièces - y compris la première, The Runaway (1776), et la plus fameuse, The Belle's Stratagem (en) (1780) - tournent autour du mariage et de la façon dont les femmes parviennent à surmonter les injustices que leur font subir la vie familiale et les coutumes sociales.